# 入船町飛行場

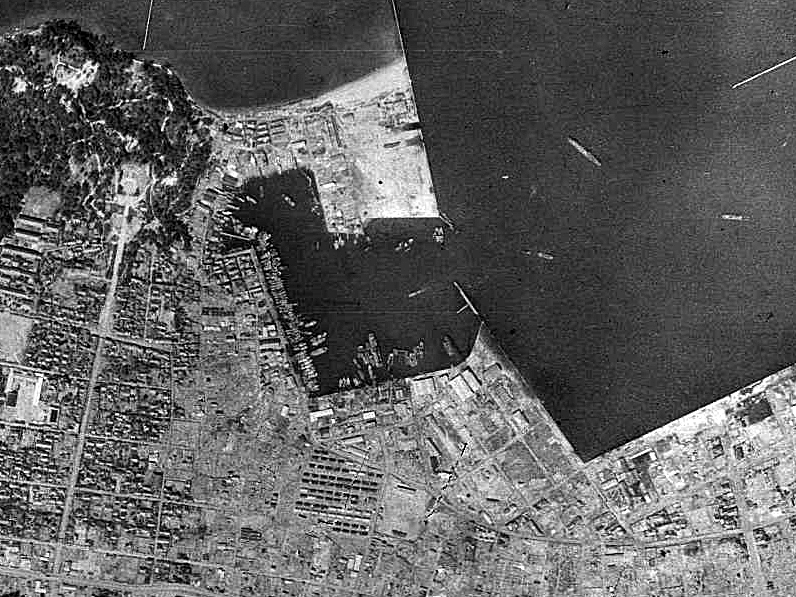
入船町水上機基地跡地の空中写真（1947年）

入船町飛行場（いりふねちょうひこうじょう）は福岡県福岡市入船町（現・福岡市中央区荒戸・港の周辺）に存在していた民間の水上機用飛行場。入船町水上機基地との表記もみられる。

## 概要
1924年（大正13年）9月2日、大阪の木津川飛行場を本拠地にした日本航空株式会社（現在の日本航空とは異なる別法人で、のちに日本航空輸送に統合された）が大阪 - 福岡（入船町）に就航したという記録が残されている。これに先立ち、日本航空は同年4月より百道海水浴場に試験的に就航していた。
1925年（大正14年）4月15日の大阪朝日新聞によれば、4月20日より逓信省が飛行郵便を実施することになったと報道されている。
当飛行場が運用されていた正確な期間期間は不明である。少なくとも、上述の通り1924年には就航開始の記録がある。
また、福岡市の郷土史を調査しているイラストレーターの山田孝之によれば、1927年（昭和2年）3月25日から5月23日にかけて大濠で開催されていた東亜勧業博覧会の小冊子「福岡と博多」において、西公園付近に「水上飛行場」の記載があるという。

### 運航便・機材
1925年4月の大阪毎日新聞によれば、以下の定期便が就航していた。
- 大阪（木津川）→福岡（入船町）

毎週月・水・金。午前9時～11時の間に出発。
- 福岡（入船町）→大阪（木津川）

毎週火・木・土。午前9時～11時の間に出発。
いずれも飛行時間は約5時間であった。機体は日本航空の川西七型（5人乗り水上機）および横廠式ロ号（3人乗り水上機、軍からの払い下げ機）が使用されていた。